# Animaniacs (2020)
Animaniacs é um desenho animado de comédia musical americano desenvolvido por Wellesley Wild e Steven Spielberg para o serviço de streaming Hulu. A série é um revival da série de televisão homônima de mesmo nome de 1993. A nova série acompanha o retorno dos irmãos Warner, Yakko e Wakko, e sua irmã Dot (dublados respectivamente pelos dubladores originais Rob Paulsen, Jess Harnell e Tress MacNeille), e de Pinky and the Brain (dublados respectivamente por Paulsen e Maurice LaMarche). Duas temporadas foram encomendadas para serem produzidas pela Amblin Television e a Warner Bros. Animation; a primeira temporada da série estreou no Hulu em 20 de novembro de 2020, e a segunda temporada a 5 de novembro de 2021.

## Premissa
Como a série original de 1993, o desenho animado foca nas aventuras dos inseparáveis irmãos Warner, Yakko e Wakko, e sua irmã Dot enquanto se envolvem em novas aventuras depois de estarem ausentes da televisão por 22 anos, trazendo com eles a loucura e o caos que sempre criam. Os episódios são compostos principalmente de três curtas, dois consistindo nas aventuras de Yakko, Wakko e Dot, e o terceiro apresentando Pinky e o Cérebro - dois ratos de laboratório que consistem em um que é inteligente e quer dominar o mundo, e o outro que é estúpido e desajeitado e muitas vezes atrapalha os planos do amigo.

## Exibição

### Estados Unidos
Na terra do Tio Sam,o desenho está disponível exclusivamente no serviço de streaming Hulu da The Walt Disney Company e NBCUniversal,algo que pode parecer estranho,pois é uma produção da Warner,mas isso é devido a um contrato feito antes da Disney comprar a 20th Century Studios e o Hulu.

### Canadá
Assim como outros desenhos da Warner Bros. Discovery,Animaniacs foi exibido pelo canal Teletoon da Corus,mesma dona do estúdio de animação Nelvana.

### Brasil & América Latina
Na América Latina, o desenho chegou em 14 de agosto de 2021 no serviço de streaming da Warner, a HBO Max (atual Max),onde também teve algumas exibições especiais no canal Cartoon Network como parte do especial Festival HBO Max.

## Elenco
- Rob Paulsen como Yakko Warner, Pinky e Dr. Scratchansniff
- Jess Harnell como Wakko Warner
- Tress MacNeille como Dot Warner
- Maurice LaMarche como Brain/Cérebro
- Frank Welker como Ralph
- Stephanie Escajeda como Nora Rita Norita